# Clifton Williams
Clifton Curtis Williams Jr. (26. září 1932 Mobile, Alabama, Spojené státy americké– 5. říjen 1967 nad Floridou, USA), důstojník letectva, který zahynul při havárii letadla. Absolvoval přípravu amerických astronautů, do vesmíru však neletěl.

## Životopis
Měl titul strojního inženýra z univerzity v Auburn. V roce 1963 byl zapsán ve třetí skupině do výcvikového střediska amerických astronautů u NASA. V roce 1964 se oženil s Jane Elizabeth Lansche. V lednu 1967 se jim narodila dcera Catherine Ann.
Byl vojenským letcem. Při jednom z letů s cvičným letounem T-38 poblíž Tallahassee na Floridě došlo ke katastrofě a Williams zahynul.. V té době měl hodnost majora letectva. Byl vybrán jako záložní pilot mise Gemini 10 a později pro mise programu Apolla. Téměř osm měsíců po jeho smrti porodila jeho manželka jejich druhou dceru Jane Dee.
Je pohřben na Arlingtonském národním hřbitově ve Virginii.